# Duke Jordan
Irving Sidney „Duke“ Jordan (* 1. April 1922 in New York City; † 8. August 2006 in Valby, Dänemark) war ein US-amerikanischer Jazz-Pianist.
Nach achtjährigem Klavierunterricht (1930 bis 1938) begann 1941 seine professionelle Laufbahn in der Band von Coleman Hawkins. 1946 spielte er bei Roy Eldridge und Teddy Walters. Bekannt wurde Jordan zwischen 1947 und 1948 als ein regelmäßiges Mitglied des Charlie Parker Quintetts (Charlie Parker Memorial, Vol. 1, Bird on 52nd St. (1948) und bei der Jazz at the Philharmonic Tour). Danach begleitete er eine Weile lang Sonny Stitt und Stan Getz und spielte mit Roy Eldridge und Oscar Pettiford. Seine Solokarriere begann Mitte der 1950er-Jahre mit Alben für das Jazzlabel Signal und Savoy, wie Do it Yourself Jazz und der LP Duke Jordan Trio & Quintet mit Cecil Payne, Eddie Bert, Percy Heath und Art Blakey. Zu dieser Zeit komponierte er auch den Jazz-Standard Jordu. Von 1952 bis 1962 war er mit der Jazz-Sängerin Sheila Jordan verheiratet.
Nachdem er in New York City ein eigenes Trio hatte, ging er 1959 nach Paris, wo er zusammen mit Thelonious Monk die Filmmusik zu Gefährliche Liebschaften (Les Liaisons Dangereuses) schrieb. In den 1960er Jahren spielte er wieder in New York. Ab 1973 begann er eine umfangreiche Reihe von Alben für SteepleChase Records aufzunehmen.
Seit 1978 war er in Kopenhagen ansässig.

## Diskografie (Auswahl)
- 1959 mit Art Blakey’s Jazz Messengers feat. Barney Wilen – Les Liaisons Dangereuses 1960 (Fontana Records)
- 1960 Flight to Jordan (Blue Note)
- 1962 Les Liaisons Dangereuses (Charlie Parker Records)
- 1973 Flight to Denmark (SteepleChase, 1974)
- 1979 mit Chet Baker Quintet – No Problem (SteepleChase, 1980)